# Pafos FC
Pafos FC (nowogr. Πάφος FC translit. Páfos FC) – cypryjski klub piłkarski z siedzibą w mieście Pafos (Dystrykt Pafos).

## Historia
Pafos FC powstał w 2014 roku po fuzji AEP Pafos (który powstał w 2000 roku w wyniku połączenia dwóch klubów z Pafos: APOP i Evagoras) oraz AEK Kuklia.  Oba kluby borykały się z problemami finansowymi. Obecnie jest jedynym klubem reprezentującym miasto Pafos i Dystrykt Pafos w pierwszej lidze cypryjskiej.
Pafos FC zdobył awans do pierwszej ligi cypryjskiej po pierwszym sezonie (wicemistrzostwo drugiej ligi), ale spadł z niej po sezonie 2015/16.
W sezonie 2017/18 Pafos FC znalazł się ponownie w pierwszej lidze. Klub został przejęty przez międzynarodowe konsorcjum inwestycyjne TS Investment (TSI) Ltd. (z siedzibą w Dubaju). Według inwestorów ruch ten miał "wzmocnić zasoby finansowe i administracyjne Pafos FC".

## Symbole klubowe

### Herb i barwy
Barwy Pafos FC to granatowy, żółty i biały. Obecnie używany herb w kształcie tarczy w barwach klubowych jest pochodną herbu AEP Paphos. W górnej części wpisana jest błękitno-białymi literami greckimi nazwa klubu oraz żółtymi cyframi rok założenia. W dolnej części na błękitnym tle znajduje się wizerunek Evagorasa Pallikaridesa - członka EOKA.

## Sukcesy
- Puchar Cypru:
  - Zwycięstwo: 2023/2024
  - Finał: 2024/2025

## Bilans sezon po sezonie

### XXI wiek
| Sezon     | Liga          | Miejsce | Puchar Cypru / Puchary europejskie |
| --------- | ------------- | ------- | ---------------------------------- |
| 2014/2015 | B’ Kategorias | 2       | -                                  |
| 2015/2016 | A’ Kategorias | 12      | -                                  |
| 2016/2017 | B’ Kategorias | 1       | -                                  |
| 2017/2018 | A’ Kategorias | 10      | -                                  |

Poziom rozgrywek:
     pierwszy, najwyższy ogólnokrajowy
     drugi
     trzeci
     czwarty

## Stadion

### Stadion Steliosa Kyriakidesa
Pafos FC mecze domowe rozgrywa od momentu powstania na Stadionie im. Steliosa Kyriakidesa w Pafos, mogącym pomieścić 9.394 widzów. Stadion otwarto w 1985 roku.

## Zawodnicy

### Obecny skład
Stan na 28 lutego 2024
| Nr | Poz. | Piłkarz                              |
| -- | ---- | ------------------------------------ |
| 1  | BR   | Ivica Ivušić                         |
| 3  | OB   | Matías Melluso                       |
| 4  | OB   | Josef Kvída                          |
| 5  | OB   | David Goldar                         |
| 7  | NA   | Bruno Felipe                         |
| 8  | PO   | Mamadou Kané                         |
| 9  | NA   | Matheus Davó (wyp. z Cruzeiro)       |
| 10 | NA   | Jairo (kapitan)                      |
| 11 | PO   | Alef Manga (wyp. z Coritiba)         |
| 12 | OB   | Petar Bočkaj (wyp. z Dynama Zagrzeb) |
| 13 | OB   | Jordan Ikoko                         |
| 17 | OB   | Adrian Rus                           |

| Nr | Poz. | Piłkarz           |
| -- | ---- | ----------------- |
| 19 | NA   | Anthony Contreras |
| 20 | NA   | Jajá              |
| 22 | NA   | Muamer Tanković   |
| 24 | PO   | Onni Valakari     |
| 25 | PO   | Moustapha Name    |
| 27 | NA   | Patrick Twumasi   |
| 30 | PO   | Vlad Dragomir     |
| 34 | PO   | Diego Dall'lgna   |
| 49 | PO   | Bruno Tavares     |
| 88 | PO   | Pêpê              |
|    | BR   | Antonio Cikač     |
|    | PO   | Christos Efzona   |

## Sztab szkoleniowy
Stan na 14 czerwca 2018
| Funkcja                         | Imię i Nazwisko       |
| ------------------------------- | --------------------- |
| Trener                          | Juan Carlos Carcedo   |
| Asystent trenera                | Sergio Domínguez Cobo |
| Asystent trenera                | Sebastián Corona      |
| Trener bramkarzy                | Nikos Constantinides  |
| Trener przygotowania fizycznego | Leonidas Papadakis    |

## Europejskie puchary
Legenda do wszystkich tabel:
- Q – runda eliminacyjna, 1/16, 1/8, 1/4, 1/2 – odpowiednia faza rozgrywek, Grupa – runda grupowa, 1r gr – pierwsza runda grupowa, 2r gr – druga runda grupowa, F – finał, R – runda, PO – play-off
- k. – rzuty karne, los. – losowanie, Dogr. – dogrywka, w. – zasada bramek strzelonych na wyjeździe

| Sezon   | Rozgrywki        | Runda       | Klub              | Dom     | Wyjazd  | Ogólnie     |
| ------- | ---------------- | ----------- | ----------------- | ------- | ------- | ----------- |
| 2024/25 | Liga Europy      | 1Q          | Elfsborg          | 2–5     | 0–3     | 2–8         |
| 2024/25 | Liga Konferencji | 2Q          | Žalgiris Wilno    | 3–0     | 1–2     | 4–2, Dogr.  |
| 2024/25 | Liga Konferencji | 3Q          | CSKA 1948 Sofia   | 4–0     | 1–2     | 5–2, Dogr.  |
| 2024/25 | Liga Konferencji | PO          | CFR Cluj          | 3–0     | 0–1     | 3–1         |
| 2024/25 | Liga Konferencji | Faza ligowa | ACF Fiorentina    | 2–3 (W) | 2–3 (W) | 12. miejsce |
| 2024/25 | Liga Konferencji | Faza ligowa | Heidenheim        | 0–1 (D) | 0–1 (D) | 12. miejsce |
| 2024/25 | Liga Konferencji | Faza ligowa | FK Astana         | 1–0 (D) | 1–0 (D) | 12. miejsce |
| 2024/25 | Liga Konferencji | Faza ligowa | FC Lugano         | 2–2 (W) | 2–2 (W) | 12. miejsce |
| 2024/25 | Liga Konferencji | Faza ligowa | Petrocub Hîncești | 4–1 (W) | 4–1 (W) | 12. miejsce |
| 2024/25 | Liga Konferencji | Faza ligowa | NK Celje          | 2–0 (D) | 2–0 (D) | 12. miejsce |
| 2024/25 | Liga Konferencji | 1/16        | Omonia Nikozja    | 2–1     | 1–1     | 3–2         |
| 2024/25 | Liga Konferencji | 1/8         | Djurgårdens IF    | 1–0     | 0–3     | 1–3         |
| 2025/26 | Liga Mistrzów    | 2Q          | Maccabi Tel Awiw  | 1–1     | 1–0     | 2–1         |
| 2025/26 | Liga Mistrzów    | 3Q          | Dynamo Kijów      | 2–0     | 1–0     | 3–0         |
| 2025/26 | Liga Mistrzów    | PO          | FK Crvena zvezda  | –       | 2–1     | –           |